# Dollaro delle Bahamas
Il dollaro bahamense ("B$"; codice ISO 4217  "BSD") è la moneta nazionale di Bahama dal 1966. Normalmente è indicato con il simbolo di dollaro $ o in alternativa con  B$ per distinguerlo dalle altre monete che si chiamano dollaro. È diviso in 100 cent.
Il dollaro bahamense è agganciato al dollaro statunitense con un cambio di uno a uno.
Specialmente nelle zone turistiche il dollaro statunitense è accettato senza alcun problema.

## Storia
Il dollaro ha sostituito la sterlina nel 1966 con il cambio di 1 dollaro = 7 scellini = 0,35 sterline.
Questo tasso permise di fissare la parità con il dollaro statunitense, dato che all'epoca il tasso sterlina/dollaro era £1 = $2,80. Questo spiega anche la moneta da 15 cent che era grosso modo equivalente a uno scellino

## Monete
- 25-cent
- 15-cent (rara)
- 10-cent
- 5-cent
- 1-cent

## Banconote
- $1/2 (rara)
- $1
- $3 (rara)
- $5
- $10
- $20
- $50
- $100